# Emily Lennox
Lady Emily Mary Lennox (6 ottobre 1731 – Londra, 27 marzo 1814) è stata una nobildonna inglese.

## Famiglia
Era la figlia di Charles Lennox, II duca di Richmond, e di sua moglie Sarah Cadogan. Suo padre era il figlio illegittimo di Carlo II.

## Matrimoni

### Primo matrimonio
Sposò, il 7 febbraio 1747, il ricchissimo James Fitzgerald conte di Kildare, futuro I duca di Leinster, e andò a vivere in Irlanda.
Il matrimonio fu felice, nonostante le infedeltà del marito. La coppia ebbe diciannove figli:
- George FitzGerald, conte di Offaly (15 gennaio 1748-26 settembre 1765);
- William FitzGerald, II duca di Leinster (12 marzo 1749-20 ottobre 1804);
- Lady Caroline FitzGerald (1750-1754);
- Lady Emily Mary Fitzgerald (1752-1818), sposò Charles Coote, barone Coote;
- Lady Henrietta FitzGerald (1753-1763);
- Lady Caroline FitzGerald (nata e morta 1755);
- Charles FitzGerald, I barone Lecale (30 giugno 1756-30 giugno 1810);
- Lady Charlotte Mary Gertrude Fitzgerald (1758-1836), sposò Joseph Strutt;
- Lady Louisa Bridget Fitzgerald (1760-1765);
- Lord Henry FitzGerald (30 luglio 1761-8 luglio 1829), sposò Charlotte Boyle;
- Lady Sophia Sarah Mary Fitzgerald (1762-21 marzo 1845);
- Lord Edward Fitzgerald (1763-1798);
- Lord Robert Stephen Fitzgerald (1765-2 gennaio 1833), sposò Sophia Charlotte Fielding;
- Lord Gerald FitzGerald (1766-1788);
- Lord Augustus FitzGerald (1767-1771);
- Lady Fanny FitzGerald (1770-1775);
- Lady Lucy Anne FitzGerald (1771-1851), sposò l'ammiraglio Thomas Foley;
- Lady Louisa FitzGerald (1772-1776);
- Lord George Simon FitzGerald (1773-1783).

### Secondo matrimonio
Dopo la morte di Lord Kildare nel 1773, la duchessa fece scalpore sposando il precettore dei suoi figli, William Ogilvie, con cui aveva iniziato una relazione qualche anno prima. Nonostante il suo nuovo matrimonio ha continuato ad essere conosciuto come la duchessa vedova di Leinster. Ogilvie aveva nove anni in meno di lei, ed è stato il padre naturale di suo figlio minore dal suo primo matrimonio. Altri tre figli sono nati a loro dopo il loro matrimonio:
- Cecilia Margaret Ogilvie (1775-1824), sposò Charles Lock, ebbero tre figlie;
- Charlotte Ogilvie (nata e morta 1777);
- Emily Charlotte "Mimie" Ogilvie (1778 -1832), sposò Charles George Beauclerk, ebbero figli.

## Morte
Morì il 27 marzo 1814, all'età di 82 anni.

## Ascendenza
|                                     |               |                                         | Genitori                                      |  |  | Nonni |  |  | Bisnonni                                            |  |  | Trisnonni                                          |  |
|                                     |               |                                         |                                               |  |  |       |  |  | Charles II, re d'Inghilterra, di Scozia e d'Irlanda |  |  | Charles I, re d'Inghilterra, di Scozia e d'Irlanda |  |
|                                     |               |                                         |                                               |  |  |       |  |  | Charles II, re d'Inghilterra, di Scozia e d'Irlanda |  |  | Charles I, re d'Inghilterra, di Scozia e d'Irlanda |  |
|                                     |               | Henriette-Marie de France               |                                               |  |  |       |  |  | Charles II, re d'Inghilterra, di Scozia e d'Irlanda |  |  |                                                    |  |
| Charles Lennox, I duca di Richmond  |               |                                         |                                               |  |  |       |  |  | Charles II, re d'Inghilterra, di Scozia e d'Irlanda |  |  |                                                    |  |
|                                     |               | Louise Renée de Penancoët de Kérouaille | Guillaume de Penancoët, signore di Kérouaille |  |  |       |  |  |                                                     |  |  |                                                    |  |
|                                     |               | Louise Renée de Penancoët de Kérouaille | Guillaume de Penancoët, signore di Kérouaille |  |  |       |  |  |                                                     |  |  |                                                    |  |
|                                     |               | Louise Renée de Penancoët de Kérouaille | Marie de Plœuc de Tymeur                      |  |  |       |  |  |                                                     |  |  |                                                    |  |
| Charles Lennox, II duca di Richmond |               | Louise Renée de Penancoët de Kérouaille |                                               |  |  |       |  |  |                                                     |  |  |                                                    |  |
|                                     |               | Francis Brudenell, barone Brudenell     | Robert Brudenell, II conte di Cardigan        |  |  |       |  |  |                                                     |  |  |                                                    |  |
|                                     |               | Francis Brudenell, barone Brudenell     | Robert Brudenell, II conte di Cardigan        |  |  |       |  |  |                                                     |  |  |                                                    |  |
|                                     |               | Francis Brudenell, barone Brudenell     | Anne Savage                                   |  |  |       |  |  |                                                     |  |  |                                                    |  |
| Anne Brudenell                      |               | Francis Brudenell, barone Brudenell     |                                               |  |  |       |  |  |                                                     |  |  |                                                    |  |
|                                     |               | Frances Savile                          | Thomas Savile, I conte di Sussex              |  |  |       |  |  |                                                     |  |  |                                                    |  |
|                                     |               | Frances Savile                          | Thomas Savile, I conte di Sussex              |  |  |       |  |  |                                                     |  |  |                                                    |  |
|                                     |               | Frances Savile                          | Anne Villiers                                 |  |  |       |  |  |                                                     |  |  |                                                    |  |
| Emily Lennox                        |               | Frances Savile                          |                                               |  |  |       |  |  |                                                     |  |  |                                                    |  |
|                                     | Henry Cadogan | William Cadogan                         |                                               |  |  |       |  |  |                                                     |  |  |                                                    |  |
|                                     | Henry Cadogan | William Cadogan                         |                                               |  |  |       |  |  |                                                     |  |  |                                                    |  |
|                                     | Henry Cadogan | Elizabeth Roberts                       |                                               |  |  |       |  |  |                                                     |  |  |                                                    |  |
| William Cadogan, I conte Cadogan    | Henry Cadogan |                                         |                                               |  |  |       |  |  |                                                     |  |  |                                                    |  |
|                                     |               | Bridget Waller                          | Hardress Waller                               |  |  |       |  |  |                                                     |  |  |                                                    |  |
|                                     |               | Bridget Waller                          | Hardress Waller                               |  |  |       |  |  |                                                     |  |  |                                                    |  |
|                                     |               | Bridget Waller                          | Elizabeth Southwell                           |  |  |       |  |  |                                                     |  |  |                                                    |  |
| Sarah Cadogan                       |               | Bridget Waller                          |                                               |  |  |       |  |  |                                                     |  |  |                                                    |  |
|                                     |               | Jan Munter                              | Joan Munter                                   |  |  |       |  |  |                                                     |  |  |                                                    |  |
|                                     |               | Jan Munter                              | Joan Munter                                   |  |  |       |  |  |                                                     |  |  |                                                    |  |
|                                     |               | Jan Munter                              | Margaretha Geelvinck                          |  |  |       |  |  |                                                     |  |  |                                                    |  |
| Margaretta Cecilia Munter           |               | Jan Munter                              |                                               |  |  |       |  |  |                                                     |  |  |                                                    |  |
|                                     |               | Margaretha Trip                         | Hendrick Trip                                 |  |  |       |  |  |                                                     |  |  |                                                    |  |
|                                     |               | Margaretha Trip                         | Hendrick Trip                                 |  |  |       |  |  |                                                     |  |  |                                                    |  |
|                                     |               | Margaretha Trip                         | Cecilia Godin                                 |  |  |       |  |  |                                                     |  |  |                                                    |  |
|                                     |               | Margaretha Trip                         |                                               |  |  |       |  |  |                                                     |  |  |                                                    |  |